# Peix (faraó)
Es creia que Peix era un governant del Baix Egipte o d'una part del Baix Egipte durant el període prehistòric tardà. El més probable és que mai no hagi existit i sigui una invenció moderna causada per una mala traducció dels primers signes jeroglífics. El nom Peix només es coneix pel jeroglífic del peix i possiblement va ser un governant de la dinastia prehistòrica 0 de l'Egipte predinàstic.
Es creu que aquest governant va governar a finals del segle XXXI aC.
Només se'l coneix per artefactes que porten la seva marca, un símbol jeroglífic de peix. No es coneixen les dates ni l'extensió geogràfica del seu govern, ni tampoc el seu nom real.